# Silvana Armenulić
Silvana Armenulić (Servo-Kroatisch: Силвана Арменулић), geboren als Zilha Bajraktarević (Servo-Kroatisch: Зилха Барјактаревић; Doboj, 10 februari 1939 – Smederevo, 10 oktober 1976), was een Joegoslavische singer-songwriter en actrice en een van de meest prominente volksmuzikanten en traditionele sevdalinka-zangeressen in Joegoslavië. Ze kreeg de bijnaam "Koningin van Sevdalinka". Op 37-jarige leeftijd overleed Armenulić, samen met haar jongere zus Mirjana Bajraktarević, bij een auto-ongeluk. Haar muziek is echter nog steeds ongekend populair op het Balkanschiereiland.

## Levensloop

### Jeugd
Silvana Armenulić werd in 1939 geboren, als Zilha Bajraktarevićm in Doboj, het huidige Bosnië en Herzegovina. Ze was de derde van dertien kinderen, afkomstig uit een islamitisch boerengezin. Haar vader, Mehmed Bajraktarević (1909– 1966), was een plaatselijke banketbakker, en haar moeder, Hajrija (1916-2008), was een huisvrouw. Als kind overleefde Zilha difterie. Twee van haar zussen waren ook professionele zangeressen: Mirjana Bajraktarević en Dina Bajraktarević.

### Privé
Bajraktarević ontmoette haar man, tennisser Radmilo Armenulić (geb. 1940), in 1959, toen ze in een casino in Belgrado zong. Ze trouwden op 26 oktober 1961 en hun dochter Gordana Armenulić werd op 13 januari 1965 geboren. Na zeven jaar huwelijk zou haar man Radmilo Armenulić haar bedrogen hebben met haar vriendin, de zangeres Lepa Lukić. Nadat haar huwelijk was geëindigd, streden veel mannen om haar genegenheid, waaronder politici Stane Dolanc en Branko Pešić.
Armenulić was een Bosniër en haar man Radmilo was een Serviër, waardoor ze een etnisch gemengd huwelijk hadden in het multi-etnische Joegoslavië. Radmilo's moeder Gordana keurde het huwelijk af, evenals Armenulić's vader Mehmed, die zelfs weigerde met zijn dochter te praten. In feite werd Silvana pas in haar ouderlijk huis toegelaten na zijn overlijden in 1966, toen ze terugkeerde naar Doboj voor zijn begrafenis. 

### Dood
Op zondag 10 oktober 1976 stierf de 37-jarige Armenulić bij een auto-ongeluk in de buurt van het Servische dorp Kolari in de gemeente Smederevo, samen met haar 25-jarige zwangere zus Mirsada en de 60-jarige violiste Miodrag Jašarević. De uitvaartplechtigheid van de zussen Silvana en Mirsada werd bijgewoond door 30.000 tot 50.000 personen. De zussen werden begraven op de begraafplaats Novo groblje in Belgrado.

## Filmografie
- "Saniteks" (1973)
- "Građani sela Luga" (1972)
- "Lov na jelene" (1972)
- "Ljubav na seoski način" (1970)
- "Milorade, kam bek" (1970)